# الناز رکابی
الناز رکابی (زاده ۲۹ مرداد ۱۳۶۸ زنجان) ورزشکار رشته سنگ‌نوردی اهل ایران است. بی‌بی‌سی در سال ۲۰۲۲ او را یکی از ۱۰۰ زن الهام‌بخش و اثرگذار در جهان معرفی کرد.

## فعالیت ورزشی
الناز رکابی از سال ۱۳۸۰ سنگ‌نوردی را آغاز کرد و تاکنون بیش از ۴۰ مدال طلای کشوری به‌دست آورده است و چندین بار در مسابقات مسترکاپ بین‌المللی و آسیایی، مدال کسب کرده‌است. او قهرمان کشور و برنده مدال طلای ماده بولدرینگ کاپ آسیا در سال ۲۰۱۷ شده‌است. در بهمن ۱۴۰۰ در همایش «بانوی اخلاق در ورزش» که در محل آکادمی ملی المپیک برگزار شد از الناز رکابی قهرمان سنگ‌نوردی تجلیل به عمل آمد. رکابی در سال ۲۰۲۲ در فینال مسابقات قهرمانی سنگ‌نوردی آسیا در کره جنوبی شرکت کرد.
فدراسیون جهانی ورزش‌های صعودی در دسامبر ۲۰۲۲ الناز رکابی را برای برنامه تربیت مربی کمیته جهانی المپیک برگزیدند. او همراه با سه صخره‌نورد دیگر از یونان، سنگاپور و ایالات متحده در این برنامهٔ ۲۱ ماهه شرکت کرد.

## همراهی با خیزش ۱۴۰۱ مردم ایران
الناز رکابی در سال ۲۰۲۲ و همزمان با خیزش ۱۴۰۱ ایران در فینال مسابقات قهرمانی سنگ‌نوردی آسیا در کره جنوبی بدون حجاب شرکت کرد و به رتبه چهارم آسیا رسید. تصاویر رقابت او به صورت گسترده در شبکه‌های اجتماعی منتشر شدند. و تحسین بسیاری از ایرانیان را به‌دنبال داشت. او پیشتر در مصاحبه‌ای با یورونیوز در فرانسه اذعان کرده بود حجاب در هنگام کوهنوردی می‌تواند چالش‌های فیزیکی بیشتری ایجاد کند.
الناز رکابی پس از آن که از وضعیتش پس از مسابقه خبری در دست نبود و گذرنامه و تلفن همراهش از او گرفته شده بود در صفحهٔ اینستاگرام خود نوشت پوشش او سهواً دچار مشکل شده‌است. بسیاری از این پست با عنوان «اعتراف اجباری» یاد کردند اعترافی که پیش از رسیدن او به خاک ایران، گمانه‌زنی‌ها دربارهٔ نگرانی برای امنیت او را افزایش داد. برخی رسانه‌ها از بازداشت داود رکابی، برادر این صخره‌نورد و همچنین خواهرش، به دست سپاه پاسداران خبر داده بودند.
ایران وایر در ۲۵ مهر ۱۴۰۱ اعلام کرد که داود رکابی، برادر الناز صبح دوشنبه با درخواست محمود خسروی‌وفا رئیس کمیته ملی المپیک ایران از سوی اطلاعات سپاه احضار و بازداشت شد تا از این طریق خواهرش را برای بازگشت به ایران زیر فشار بگذارند.
برخی از رسانه‌های جهانی دربارهٔ وضعیت این ورزشکار پس از بازگشت به ایران، اظهار نگرانی کردند. فدراسیون بین‌المللی سنگ‌نوردی، روز سه‌شنبه ۱۸ اکتبر ۲۰۲۲ با انتشار بیانیه‌ای اعلام کرد که با این ورزشکار و فدراسیون سنگ‌نوردی ایران در تماس است و از او حمایت می‌کند. در این بیانیه آمده‌است که امنیت الناز رکابی برای این فدراسیون بسیار اهمیت دارد و آنها به دقت، وضعیت را در ایران زیرنظر دارند و از حقوق ورزشکاران، انتخاب‌های آنها و حق آزادی بیان‌شان کاملاً حمایت می‌کند.

### استقبال در فرودگاه
حدود ساعت ۳ بامداد ۲۷ مهر ۱۴۰۱ الناز رکابی در میان جمعیت زیادی که در فرودگاه امام خمینی برای استقبال از او جمع شده بودند و بسیاری نگران بازداشت او پس از ورود به ایران بودند به کشور وارد شد. اقدام او با تشویق‌ها و ستایش‌های استقبال کنندگان روبه‌رو شد و مردم او را قهرمان نامیدند.

### دیدار وزیر ورزش با الناز رکابی
پس از بازگشت رکابی از مسابقات، سید حمید سجادی، وزیر ورزش و جوانان ایران با او در دفترش دیدار و عکس دست جمعی گرفت. این دیدار باعث حمله احمد علم‌الهدی، امام جمعه مشهد به سجادی شد. در این دیدار رکابی بدون مانتو و روسری حاضر شد در حالی که موهای خود را با کلاه پوشانده بود.

## قرار گرفتن در فهرست زنان تأثیرگذار
در سال ۲۰۲۲ بی‌بی‌سی الناز رکابی را در فهرست ۱۰۰ زن تأثیرگذار جهان قرار داد. در گزارش این رسانه آمده‌است که الناز رکابی در بحبوحه اعتراضات علیه حجاب در ایران، بدون روسری در رقابت جهانی شرکت کرد و در بازگشت به تهران ناچار به اعتراف اجباری شد تا بگوید که روسری‌اش سهوی افتاده بود.